# 乌代布尔城市宫殿
乌代布尔城市宫殿（英語：City Palace）是一个宫殿建筑群，位于印度拉贾斯坦邦乌代布尔，建筑年代持续长达近400年，由土王乌代辛格二世于1553年开始建造。它位于比焦拉湖东岸的高处，在此可以欣赏该市的全景，包括比焦拉湖上的湖之宫殿、岛之宫殿（Jag Mandir）、贾格迪什神庙和季风宫。这些建筑曾出现在詹姆斯·邦德电影《八爪女》中。 

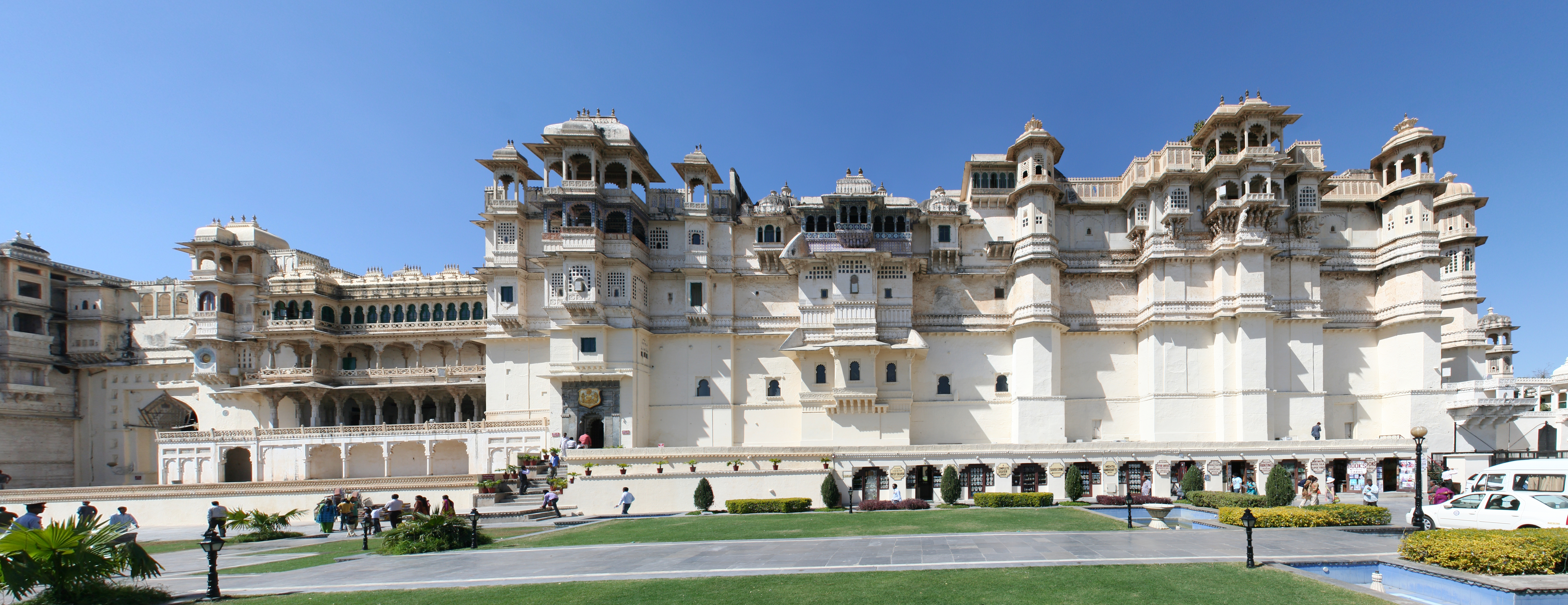

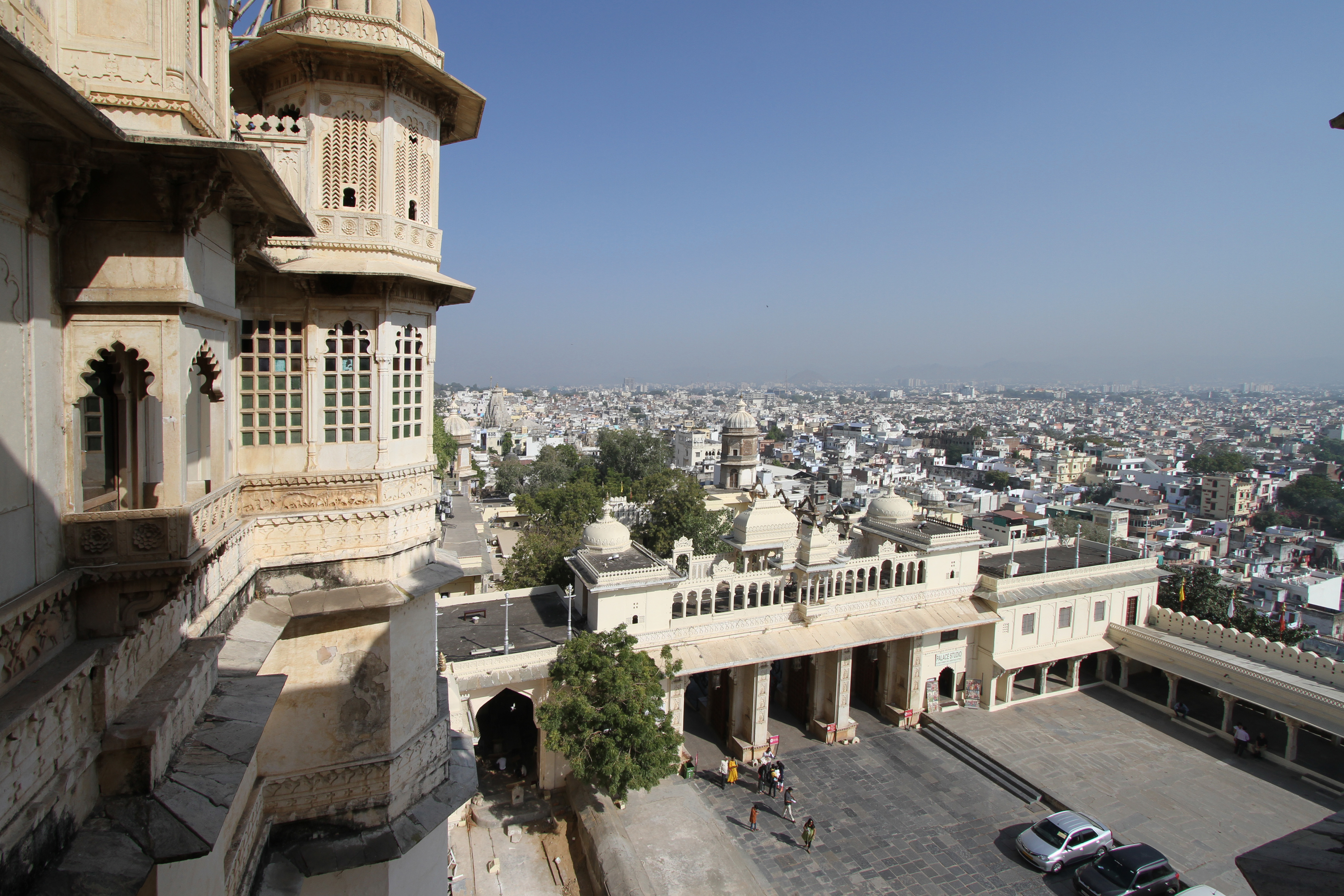
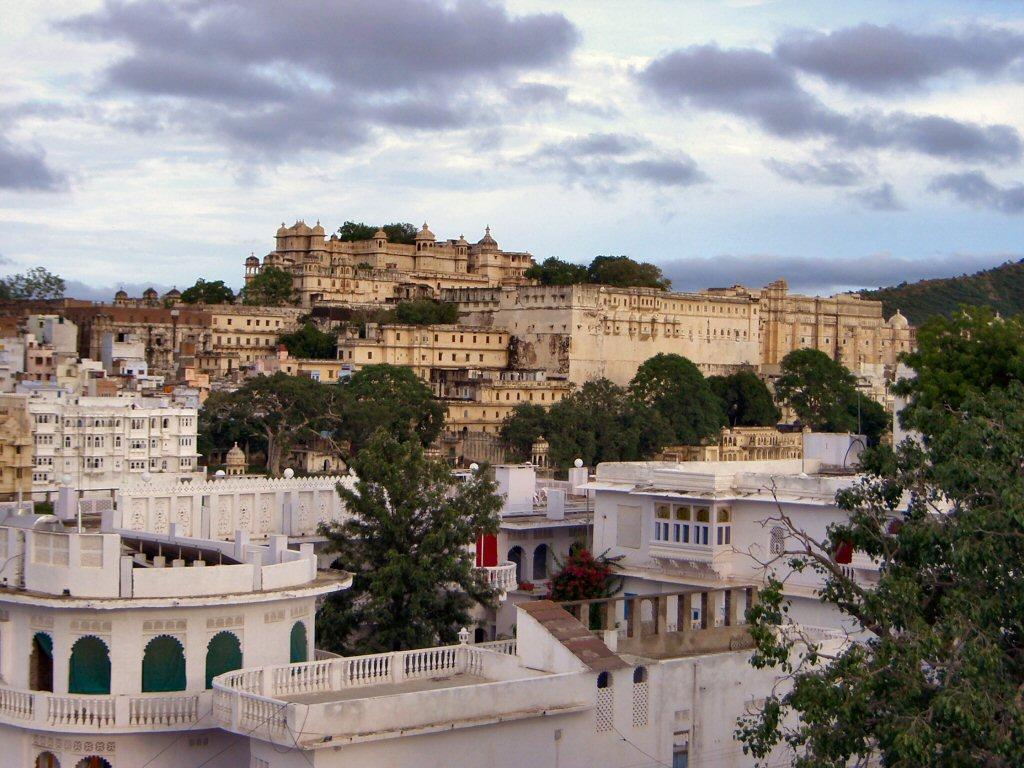
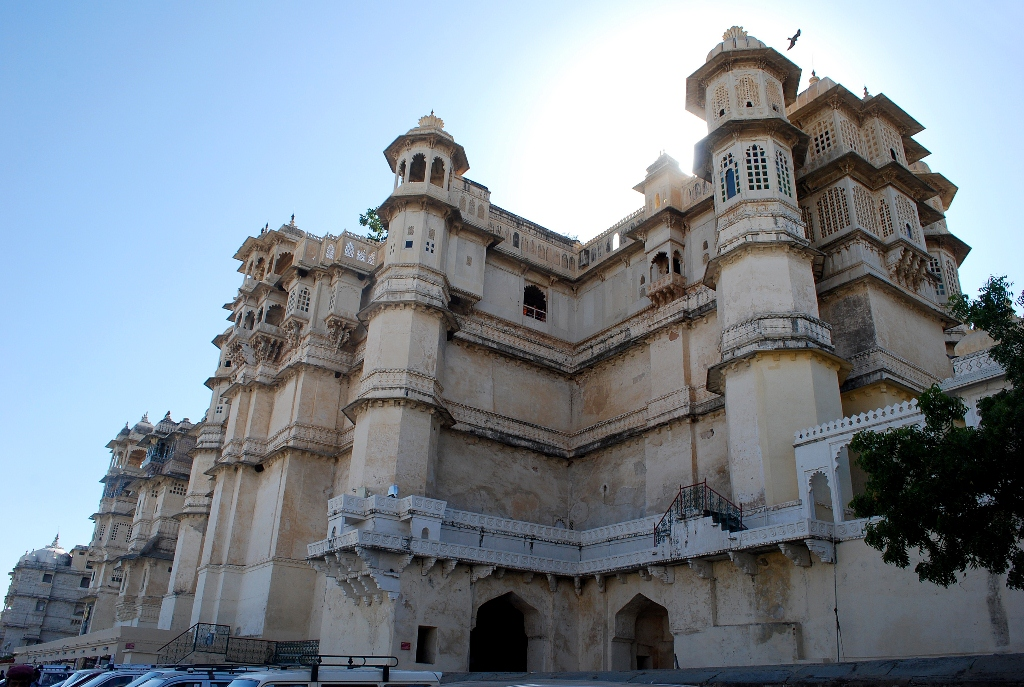
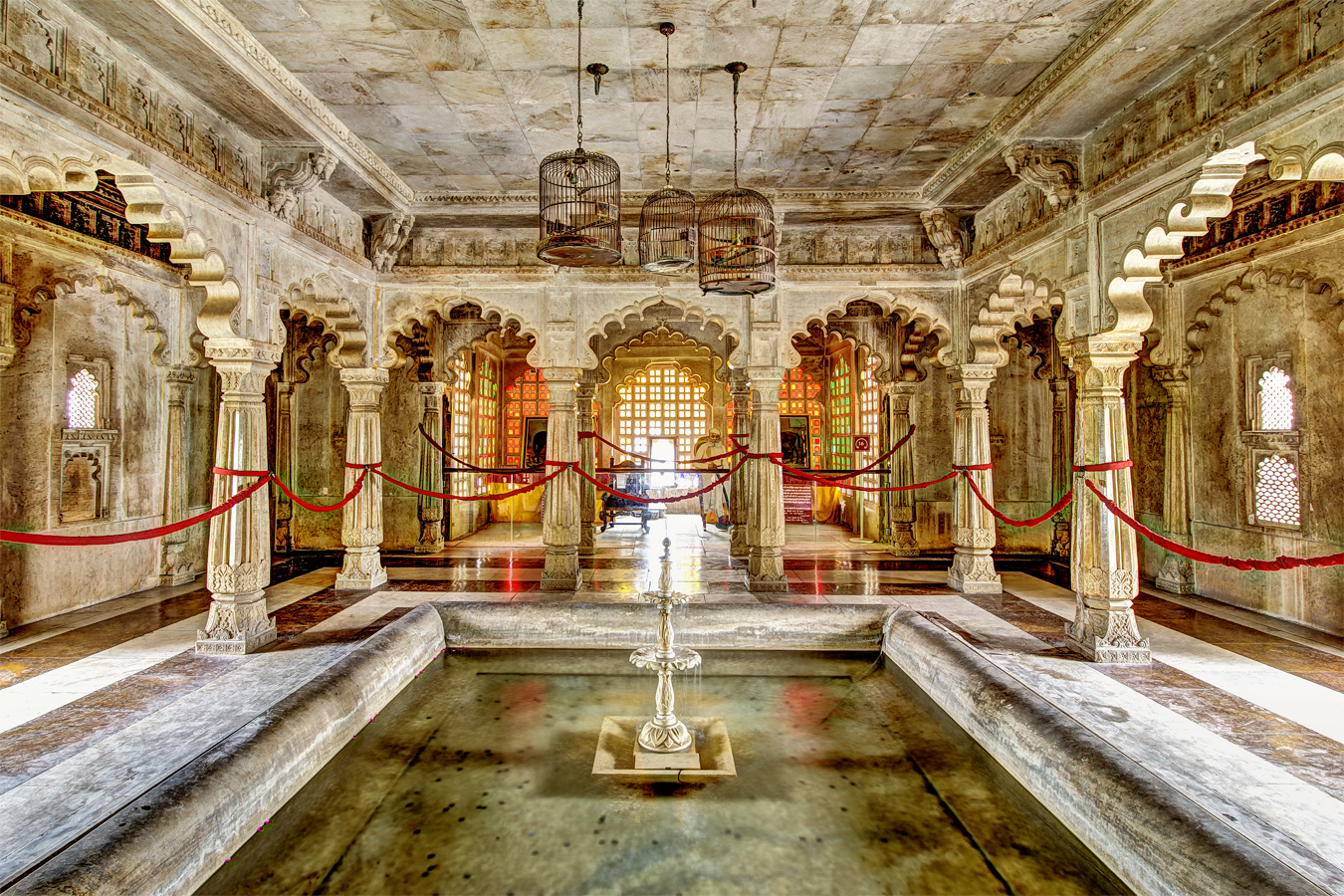
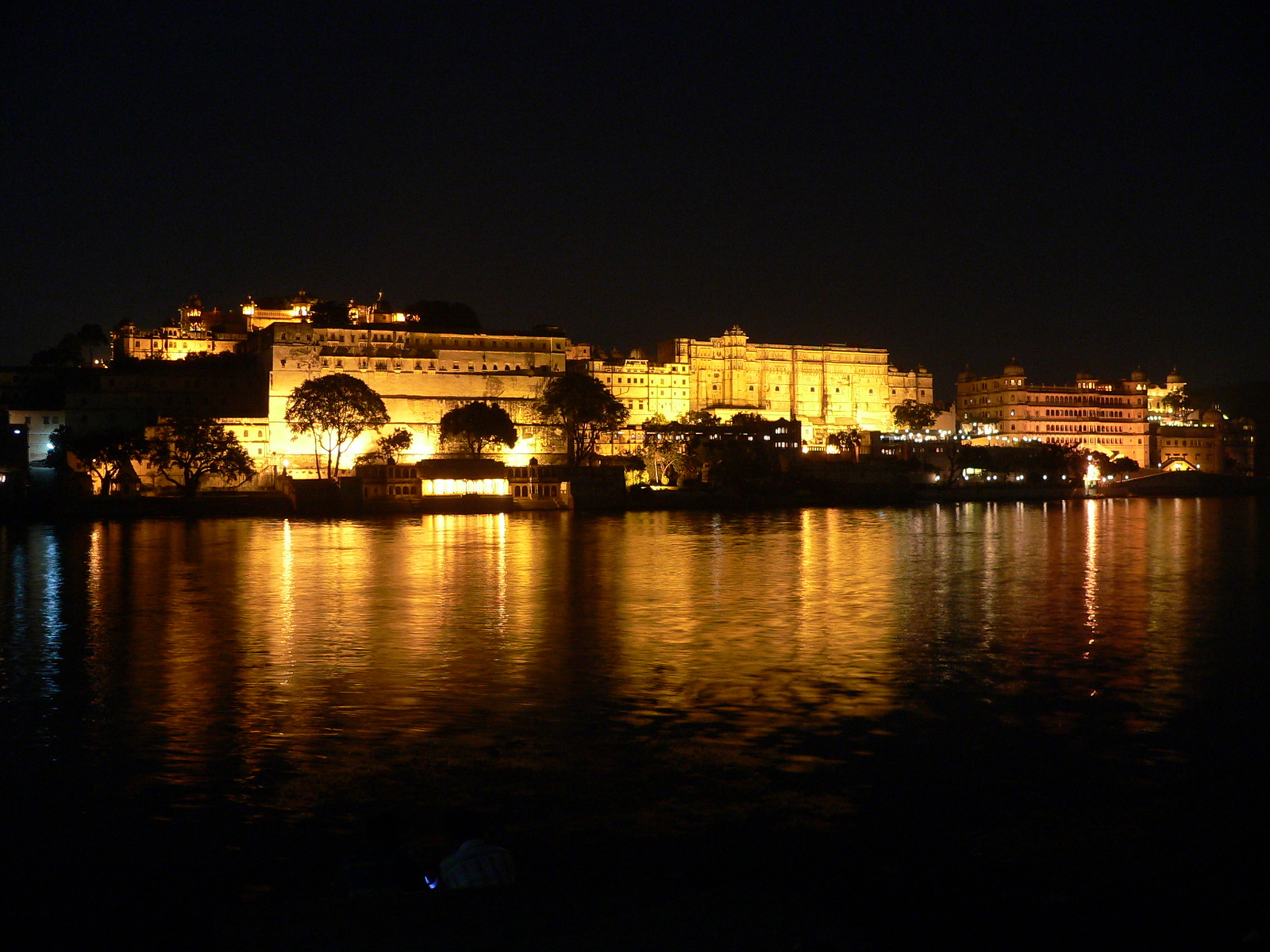
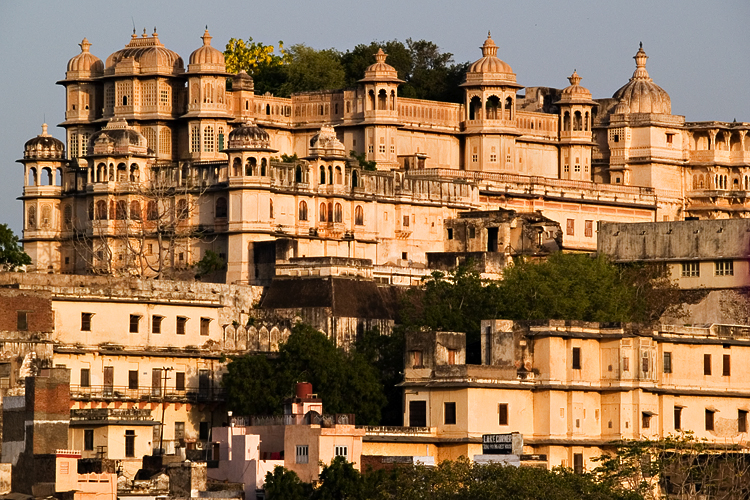
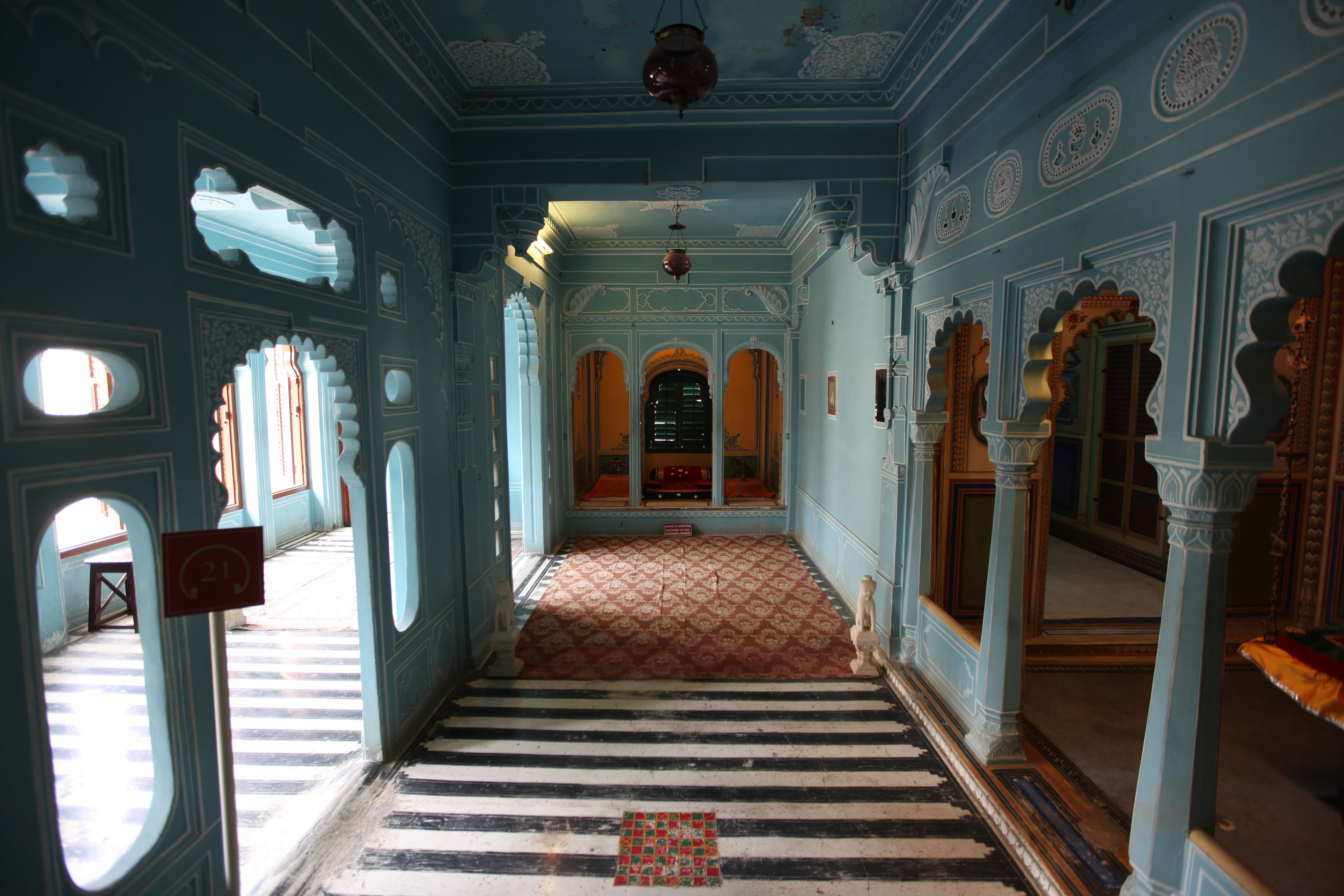
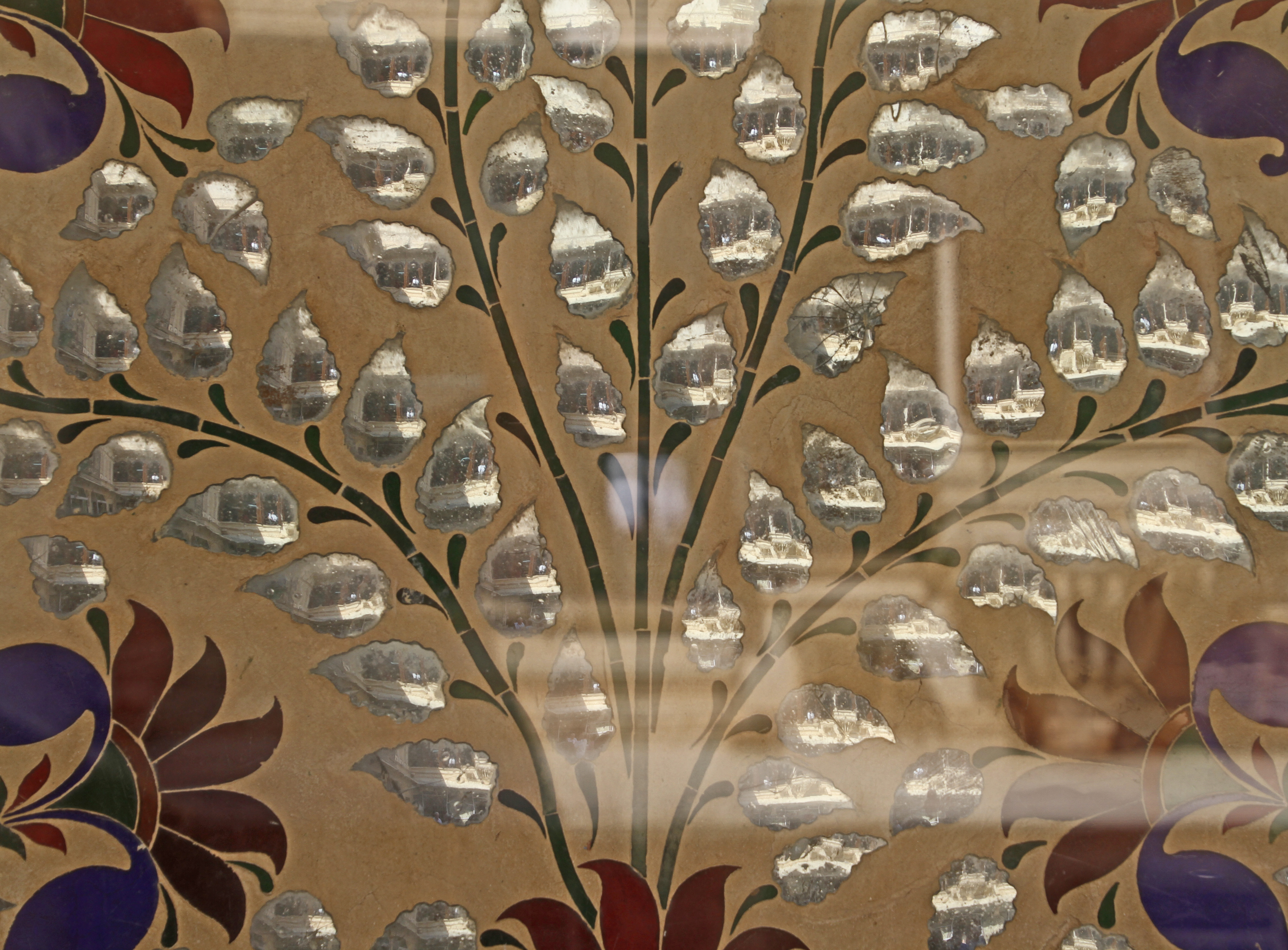
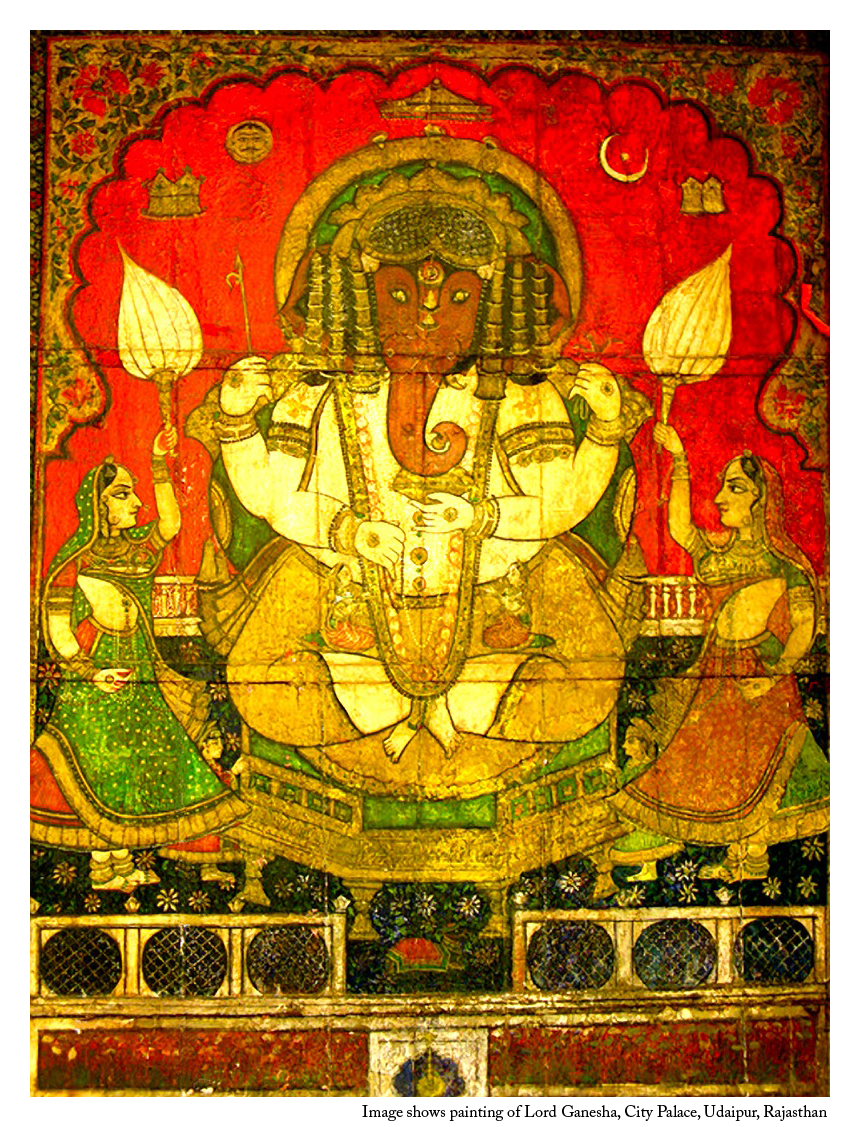
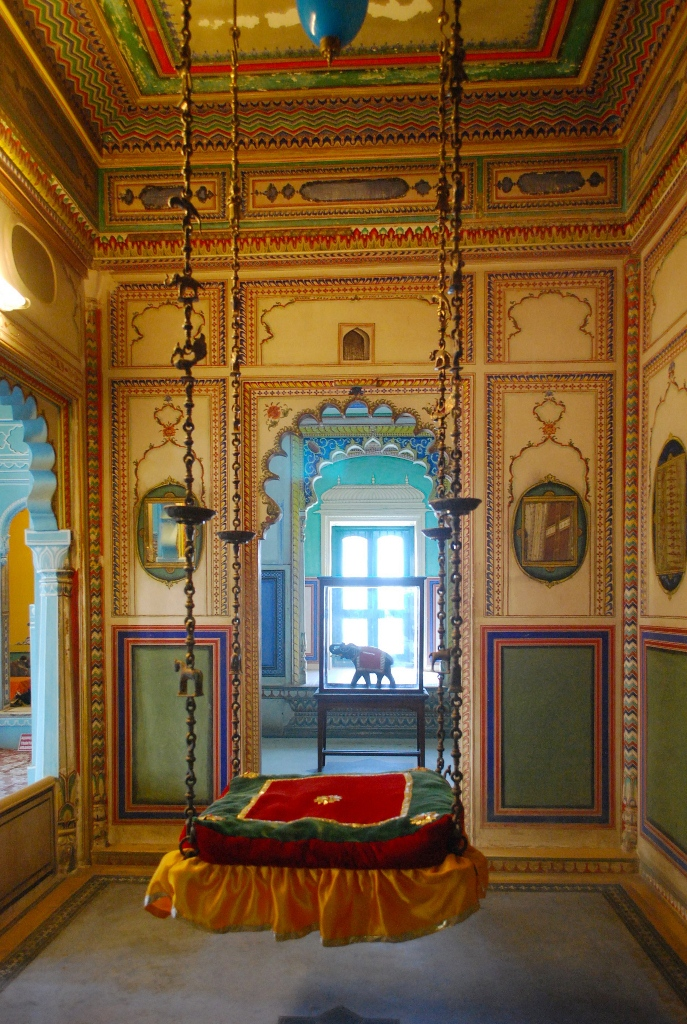
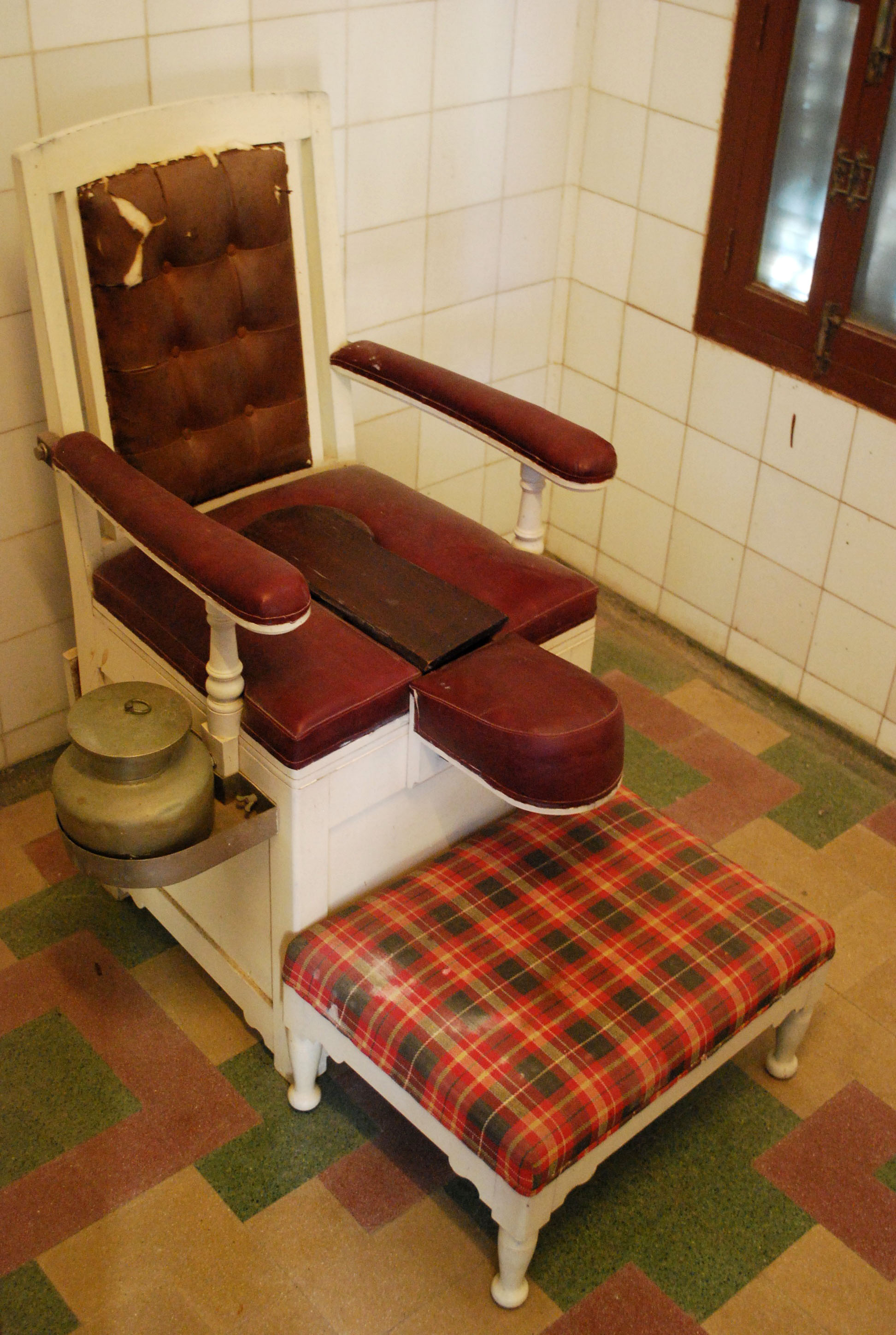
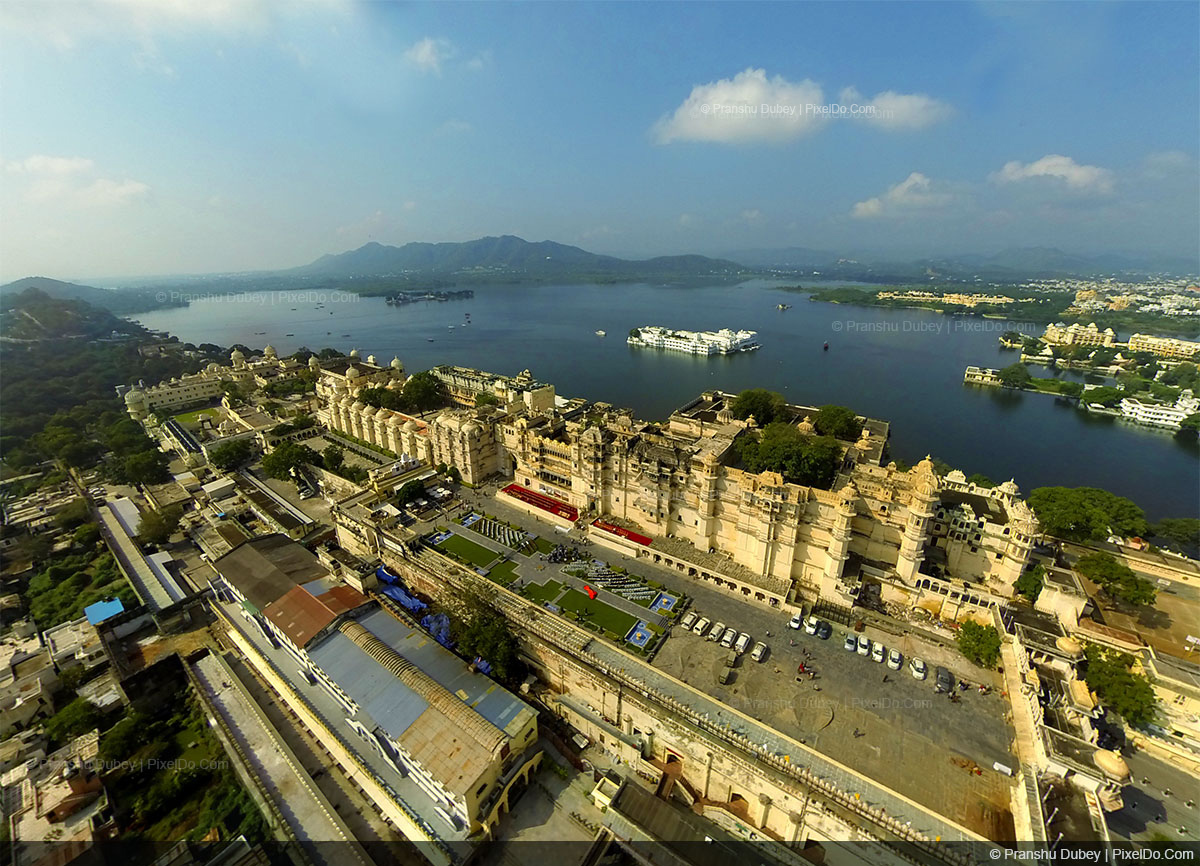